# 폴로늄

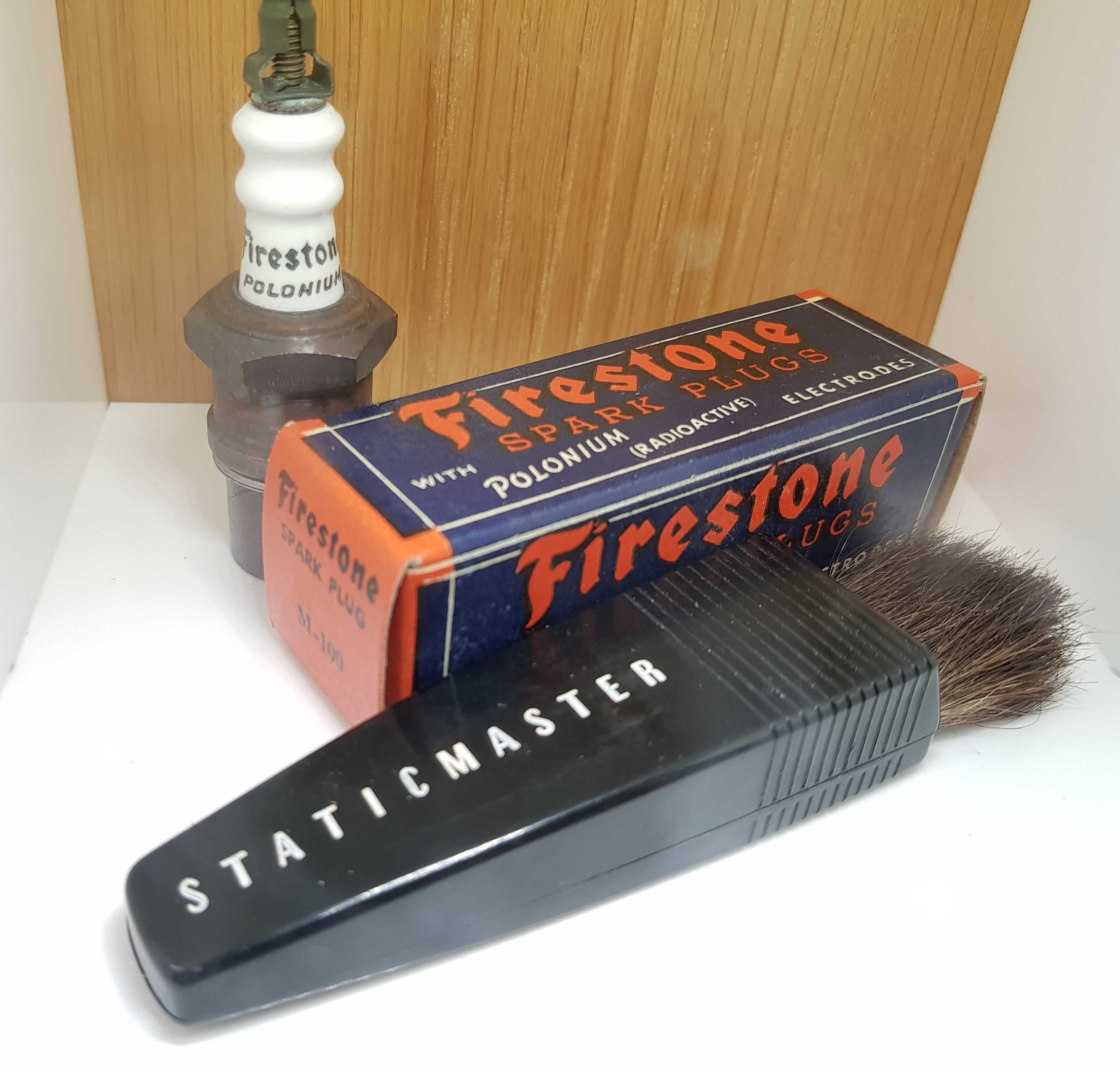
점화 플러그와 폴로늄을 사용한 정전기 제거기

폴로늄(←영어: Polonium 펄로니엄[*], 문화어: 폴로니움←독일어: Polonium 폴로니움[*])은 화학 원소로 기호는 Po(←라틴어: Polonium 폴로니움[*]), 원자 번호는 84이다. 준금속 원소이며 동위원소는 모두 방사성을 띤다. 우라늄 광석에서 추출되며, 화학적으로 텔루륨, 비스무트와 비슷한 성질을 가지고 있다. 최초로 발견된 것은 반감기가 138.401일인 폴로늄-210(210Po)이며, 보통 폴로늄이라고 할 때는 이것을 가리킨다. 2006년, 전직 KGB 요원 알렉산드르 리트비넨코를 살해하는 데 사용되었던 우산의 끝부분에서 검출된 물질이기도 하다.

## 역사
라듐 F라고도 부르며, 1898년 폴란드에서 태어나고 교육받은 과학자 마리 퀴리와 마리 퀴리의 프랑스 남편 피에르 퀴리 처음 발견하였다. 마리 퀴리의 조국인 폴란드는 그때 당시 러시아와 프로이센, 오스트리아의 지배 하에 있었는데, 폴로늄이라는 이름은 마리 퀴리가 조국인 폴란드의 해방을 희망하는 마음으로 이름을 따온 것이다.

## 성질
천연 방사성계열에는 7종의 동위 원소가 존재하는데, 토륨 계열에는 토륨 A(216Po), 토륨 C'(212Po)가, 우라늄 계열에는 라듐 A(218Po), 라듐 C'(214Po), 라듐 F(210Po)가, 악티늄 계열에는 악티늄 A(215Po), 악티늄 C'(211Po)가 속한다. 이 중에서 라듐 F(210Po) 이외는 수명이 짧다. 210Po은 우라늄 238 238U의 붕괴 생성물로서 우라늄 광석 속에 함유되어 있지만, 피치블렌드에는 광석 1t당 0.1mg 이하의 미량이 함유되어 있다. 클라크수는 4×10-14(제87위)이다. 최근에는 비스무트를 원자로 내에서 중성자를 조사하여 라는 핵반응에 의해서 생긴다.
백금을 전극으로 하여 염류 수용액을 전기 분해하고, 진공 증류하여 금속을 얻는데, 금속은 은빛 광택을 지니며 무르다. α형, β형의 두 변태가 있는데, α형은 단순입방격자이며 저온에서 안정하다. β형은 단순마름모격자이며 고온에서 안정하다. α형에서 β형으로의 전이온도는 36 °C(18∼54 °C에서는 공존한다)이다. 공기 중에서는 황색의 산화 피막을 만들며, 가열할 시에는 할로젠 원소와도 반응한다. 물에는 침식되지 않지만, 묽은 산에는 서서히 녹는다. 베릴륨, 칼슘, 나트륨, 니켈, 아연 등의 금속과는 폴로늄 화합물을 만든다.

## 독성
시안화수소보다 약 1조 배 더 강한 엄청난 독성을 가지고 있으며, 1조분의 1그램만 인체에 들어가도 극히 위험하다. 폴로늄-210은 청산가리보다 2억 5,000만배 강한 맹독성 물질이다. 상처나 음식물로만 체내에 들어가며, 피부로는 침투가 되지 않는다. 한 번 인체에 투입되면 해독제가 없다.
폴로늄을 생산하기 위해선 대규모 원자력 설비가 필요한데다 워낙 위험하고 희소해 정부 차원에서만 관리 가능한 물질이다.
2004년 노벨평화상 수상자인 야세르 아라파트 전 팔레스타인 자치정부 대통령이 75세로 프랑스 군 병원에서 사망했다. 이스라엘군에 의해 가택연금 중이었다가, 병으로 쓰러져, 프랑스의 군병원에서 치료를 받았지만, 보름만에 사망했다. 스위스 로잔대학병원 물리방사선 연구소 과학자들의 보고서는 아라파트 유해에서 정상치의 18∼36배에 이르는 폴로늄-210이 발견되어, 아라파트가 독살됐을 가능성이 큰 것으로 보았다.
2000년 영국으로 망명해 러시아 푸틴 정권을 비판해 오던 전직 FSB 요원 알렉산드르 리트비넨코가, 2006년 11월 런던의 그로스브너 스퀘어의 밀레니엄 호텔(en:Millennium Hotel Mayfair)에서 친구인 전직 FSB 요원 2명을 만난 직후 쓰러져 2주일만에 사망하고 말았다. 런던 경시청은 당시 마신 홍차 잔에서 폴로늄-210을 발견했다. 그의 체내에선 우라늄 100억 배에 달하는 방사능 물질인 폴로늄-210이 다량 검출됐다.
런던 경시청은 2016년 11월 함께 차를 마셨던 안드레이 루고보이와 드미트리 콥툰을 국제 지명수배했지만, 러시아는 그의 신병 인도를 거부해왔다. 2016년 12월 8일, 안드레이 루고보이에게 방사능 피폭 증상이 나타났다고 러시아 인테르팍스 통신이 보도했다. 2007년 안드레이 루고보이는 친크레믈 성향의 러시아 자유민주당 비례대표 2번으로 러시아 하원의원에 당선 되었으며, 2015년 푸틴 대통령에게서 조국에 봉사했다는 내용으로 훈장을 받았다. 사망 이후로도 문제가 생기는데 인체 내에 방사능이 들어가서 시체에서도 방사능을 뿜어내기 때문에 시체 처리도 방사능을 차단할 수 있는 두꺼운 콘크리트로 관으로 아예 메워버려야 비로소 안정적으로 시체 처리가 되기 때문에 유족들 뿐만이 아닌 일반 대중들에게도 극도의 위협성을 주기에 충분하다. 담배에도 폴로늄-210이 약 0.516 pCi/g정도(미국 기준, 약 0.02Bq/g 에 해당) 포함되어 있다.
흔하지 않은 단순 입방 결정체이다.

## 용도
- 210Po은 알파선의 선원으로서 사용된다. 베릴륨과의 합금은 알파 입자가 섞이지 않은 중성자선의 선원으로 사용된다.
- 정전기 방지 솔에도 폴로늄이 미량 포함되어 있다.

## 같이 보기
- 알렉산드르 리트비넨코 독살
- 모노레일